# إبراهيم زكي قناوي
إبراهيم زكي القناوي (1319 هـ / 1901م - 1420 هـ / 1999م)، سياسي مصري ولد في عام 1901 بشبين الكوم، وكان والده يعمل «باشكاتب» بمديرية المنوفية التابعة لمحافظة المنوفية بشمال مصر، وكان ترتيبه الخامس في أسرة مكونة من خمس صبيان وثلاث بنات. سافرت الأسرة مع والده للعمل وكيلا بمديرية أسيوط، لكن في عام 1907 توفي والده وهو في السادسة من عمره فاضطرت الأسرة للعودة الي القاهرة.

## دراسته
التحق إبراهيم بمدرسة خليل أغا الابتدائية ذات النظام التعليمي الصارم، وقد رسب في امتحان السنة الأولي الابتدائي، ثم استكمل مشواره الابتدائي بعد ذلك. بعد حصوله علي الشهادة الابتدائية التحق بالمدرسة الخديوية، لكن لم يستمر كثيرا بها فقد تم نقله الي القسم الداخلي بمدرسة طنطا الثانوية لأن أخيه الأكبر بعد تخرجه من كلية الطب تم تعيينه بقرية دشنا بجنوب مصر(الصعيد) وذهبت والدته لتعيش مع ابنها الأكبر هناك.

## دراسته وعمله
بعد حصوله علي شهادة البكالوريا التحق بكلية الهندسة بجامعة فؤاد(القاهرة حاليا) ليعود للقاهرة مرة ثانية ويعيش مع أحد أشقائه بحي المنيرة وكان ذلك خلال ثورة 1919. حصل إبراهيم زكي علي بكالوريوس الهندسة عام 1924، وبدأ حياته العملية بوظيفة مهندس في كباري السكة الحديد، لكنه صدم عندما تخطته إدارة السكة الحديد في بعثة الي الولايات المتحدة الأمريكية كان قد رشح لها، لذلك قرر السفر علي نفقته الخاصة الي بريطانيا حيث حصل منها علي دبلوم دراسات عليا، ثم سافر الي الولايات المتحدة الأمريكية وحصل من إحدي جامعاتها علي شهادة الـ M.I.T. التي ساعدته في التخصص علي الأعمال الإنشائية الكبري وتوليد الكهرباء من الماء. وفي أمريكا قام ببحوث الإنشاءات المعقدة والإنشاءات الخرسانية. ثم عاد الي القاهرة عام 1931 لكن إدارة السكة الحديد رفضت عودته لعمله السابق وفصلته بحجة انقطاعه عن العمل. لحسن حظه ساعده صديق في الحصول علي عمل في مشروع التعلية الثانية لخزان أسوان، واشترك في عمل أول «جسات» خلف خزان أسوان عام 1934، وتلي ذلك العمل في تنفيذ مصرف القليوبية الرئيسي، ثم عمل في بناء قناطر محمد علي بالقناطر الخيرية. ساهم في عمل مسح للمياه الجوفية بشمال مصر بدءا من مرسي مطروح مرورا بالعلمين والي الجنوب حتي الفيوم. في عام 1939 حصل علي نيشان النيل لجهوده في بناء قناطر محمد علي، وبذلك أصبح خبيرا في كل شئون الري والصرف المصري.

## بعد الثورة
في بدايات الستينات من القرن العشرين عمل في مشروع السد العالي، ويذكر أنه في عام 1964 كان مسئولا عن إغلاق جسم السد في فترة زمنية محدودة (25 يوما فقط) تسبق وصول الفيضان حتي يتم استكمال بناء السد العالي من الجهة الأمامية، وكان علي سباق مع الزمن وإلا ستغرق مصر. وبالفعل أنجز المهمة بنجاح كبير، ثم عين وزيرا للري نظرا لخبراته المتعددة التي لم تكن فقط مقصورة علي مصر، فقد عمل في السودان وسوريا والجزائر.